# Лаксу (кантон)
Лаксу (фр. Laxou) — кантон во Франции, находится в регионе Лотарингия. Департамент кантона — Мёрт и Мозель. Входит в состав округа Нанси. Население кантона на 1999 год составляло 30 982 человек.
Код INSEE кантона 5439. Всего в кантон Лаксу входят 2 коммуны, из них главной коммуной является Лаксу.

## Коммуны кантона
| Коммуна         | Население | Почтовый индекс | Код INSEE |
| --------------- | --------- | --------------- | --------- |
| Лаксу           | 15 288    | 54520           | 54304     |
| Виллер-ле-Нанси | 15 694    | 54600           | 54578     |